# مارک ای. راجرز
مارک ای. راجرز (انگلیسی: Mark E. Rogers؛ زادهٔ ۱ ژانویهٔ ۱۹۵۲) (مرگ ۲ فوریه، ۲۰۱۴) یک رمان‌نویس اهل ایالات متحده آمریکا است.